# Ban Yong
En aquest nom xinès, el cognom és Ban.
Ban Yong (xinès tradicional: 班勇, xinès simplificat: 班勇; Wade-Giles: Pan Yung, nom estilitzat Yiliao (宜 僚) (mort el 128 EC), va ser el fill més jove del famós general militar xinès Ban Chao (班超), i el nebot de l'il·lustre historiador, Ban Gu (班固) que va compilar el Hanshu, la història dinàstica dels Han Anteriors.

## La família de Ban Yong
- Ban Biao (班彪; 3-54 EC; avi)
  - Ban Gu (班固; 32-92; primer fill)
  - Ban Chao (班超; 32-102; segon fill)
    - Ban Xiong (班雄; ?-després del 107; fill major de Ban Chao)
    - Ban Shi (班始; ?-130; segon fill de Ban Chao)
    - Ban Yong (班勇; ?- d. 128; fill més jove de Ban Chao)

  - Ban Zhao (班昭; 49-140; filla)

## La seva vida i assoliments
En el 100 EC, el seu pare, Ban Chao, va escriure una petició a l'Emperador dient, entre altres coses: "He tingut cura d'enviar al meu fill (Ban) Yong per entrar a la frontera seguit de carregadors amb regals, i per tant, n'arreglaré coses perquè (Ban) Yong veja els Territoris Mitjans [normalment coneguts com les "Regions Occidentals' - principalment els regnes de dins i al voltant de la Conca del Tarim] amb els seus propis ulls mentre jo encara estiga viu." Vegeu el Hou Hanshu (Llibre del Han Tardà), Capítol 77 (de vegades citat com Capítol 47), traduït i adaptat a l'anglès per E. Chavannes:
En el 107 EC, les Regions Occidentals de l'actual província de Xinjiang es van revoltar en contra del govern xinès. Ban Yong va ser nomenat com a Comandant (Jun Sima 軍司馬), i juntament amb el seu germà major, Ban Xiong (班雄), va anar cap a Dunhuang per reunir-se amb el Protector General de les Regions Occidentals, Ren Shang (?-119 EC), que havia substituït a Ban Chao com Protector General en el 102 EC. Els xinesos hagueren de retirar-se, i després d'açò no hi va haver més funcionaris xinesos a les Regions Occidentals durant més de deu anys fins que Ban Yong va tornar en el 126 EC.
En el 123 EC l'emperador li va atorgar a Ban Yong el títol de 'Funcionari Superior de les Regions Occidentals' perquè pogués dirigir a cinc-cents presos alliberats cap a l'oest per aquarterar-se a Liuzhong (= Lukchun, al sud de la Conca del Turpan). Després d'això, Ban Yong va conquerir i pacificar Turpan i Jimasa (en l'actual Comtat de Jimsar).
En el primer mes de l'"any següent" (3 de febrer-3 de març del 124 EC), ell va arribar a Loulan i va recompensar al Rei de Shanshan amb tres galons per la seva rendició.

## Anotacions
1. ↑  Chavannes (1906), p. 239.
2. ↑  Hill (2009), n. 1.45.
3. ↑  Chavannes (1906), p. 246.
4. ↑  Hill (2009), p. 11.